# Памятник Звездочёту
Памятник Звездочёту — скульптурный ансамбль в городе Могилёве, Беларусь, состоящий из звездочёта, телескопа — гномона солнечных часов и 12-ти стульев, символизирующих циферблат. Единственный памятник звездочёту и астроному в мире.
Скульптурная композиция создана в 2003 году.
Автор композиции — скульптор Владимир Иванович Жбанов (1954—2012).
Стоимость создания — 200 миллионов рублей.

## История создания
Площадь Звёзд, на которой установлена скульптурная композиция, создана в современном виде по инициативе городских властей в 2003 году как культурно-исторических центр города. Она является своеобразной аллеей славы. На вмонтированных в тротуарную плитку 2-метровых каменных плитах с изображением пятиконечной звезды, вписанной в круг, увековечены имена известных могилевчан, оставивших свой вклад в истории спорта, музыки и науки. На сегодняшний день на площади установлено 13 звезд. Каждый год в Могилёве «зажигают» 1-2 новые звезды.
До 2003 года могилёвскую площадь Звёзд украшали обычные солнечные часы в виде наклонной трубы, проходящей через центр циферблата. Городские власти думали над тем, что сделать изюминкой города, и решили воплотить на площади оригинальную и необычную скульптуру. Для осуществления замысла было принято решение пригласить Владимира Ивановича Жбанова, известного скульптора из Минска, автора человеческих образов в камне, расположенных по всей Белоруссии. В Могилёве можно увидеть такие работы В. И. Жбанова, как «Девочка с зонтиком», «Прикуривающий», «Дама с собачкой».

## Описание памятника
Скульптурная композиция «Звездочёт» выполнена из бронзы и состоит из 14 объектов. Задумчивый Звездочёт, высотою 7 метров, восседает на высоком стуле и указывает пальцем на небо. Рядом с ним стоит телескоп — это своеобразные стрелки солнечных часов, одних из самых больших и оригинальных в мире. В солнечный день стрелки указывают на один из 12-ти стульев, символизирующих деления часов.
Каждую ночь в телескопе включается мощный прожектор, направленный вверх. Силы его луча хватает на то, чтобы из космоса можно было увидеть, где расположен город Могилев.
Вокруг Звездочета расположены двенадцать стульев, каждый из которых соответствует одному из двенадцати знаков зодиака.

## Легенды и приметы
Сегодня с этим местом связано немало легенд и примет. Согласно одной из них, В.И. Жбанов перед тем, как приступить к своей работе, проконсультировался с астрологами. Астрологи открыли скульптору один секрет: при правильном расположении скульптурной композиции звезды могут исполнить желание человека. Человек должен что-то попросить, сидя на кресле со своим знаком зодиака и при этом желание должно быть действительно заветное и сокровенное.
Согласно второй примете, достаточно просто прикоснуться пальцем левой руки к скульптуре, а лучше — ко лбу Звездочета. Считается, что благодаря своему расположению Звездочёт конденсирует энергию космоса, и тогда человек зарядится удачей для всех своих начинаний и дел.

## Роль в культуре
«Фестивальный туризм во всем мире используется как форма повышения статуса региона, привлечения инвестиций через создание туристической привлекательности элементов территориального маркетинга». Архитектурная композиция «Звездочет» взята за основу создания республиканского фестиваля по вокальному мастерству «Zvezдочет». Это проект для самовыражения и профессионального роста юных начинающих талантов.

## Адрес
Беларусь, город Могилёв, улица Ленинская, 47.